# شهرك سيدالشهدا (بالش)
شهرك سيدالشهدا (بالفارسية: شهرک سیدالشهدا) هي قرية تقع في إيران في البلدة المركزية. يقدر عدد سكانها بـ 189 نسمة .